# Xenocheila zarudnyi
Xenocheila zarudnyi är en insektsart som beskrevs av Boris Petrovich Uvarov 1933. Xenocheila zarudnyi ingår i släktet Xenocheila och familjen gräshoppor. Inga underarter finns listade i Catalogue of Life.